# City West (Frankfurt am Main)

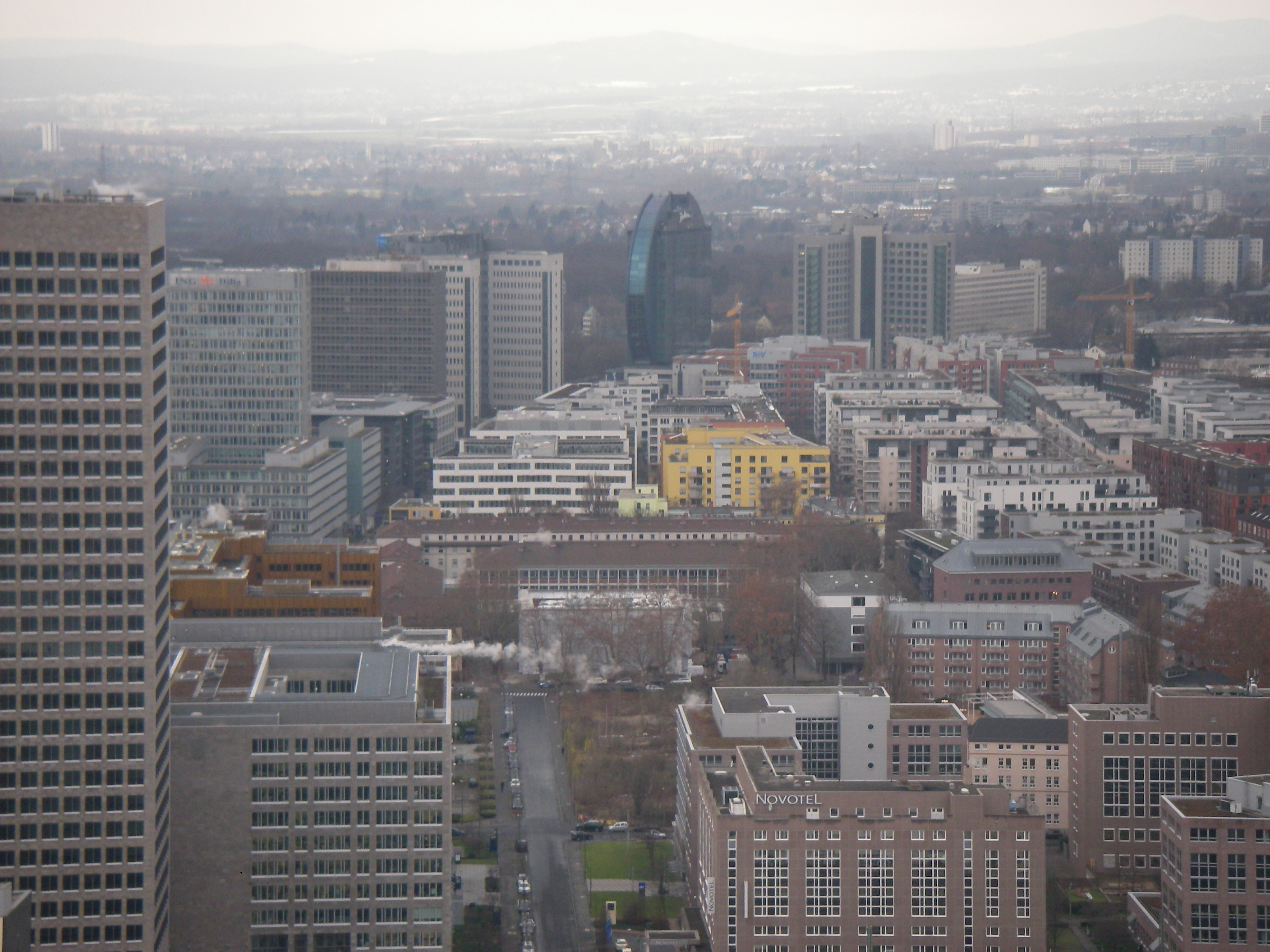
City West vom Marriott Hotel aus gesehen, Richtung Westen

Die City West ist eine Siedlung in Frankfurt am Main-Bockenheim, teilweise direkt gegenüber dem Messegelände gelegen. Das Gebiet wird im Süden durch die Theodor-Heuss-Allee, im Westen und Norden durch die Trasse der S-Bahn-Linien 3, 4, 5 und 6, im Osten durch die Kreuznacher Straße begrenzt und bildet in etwa ein Dreieck mit einer Fläche von 0,52 Quadratkilometern.

## Struktur

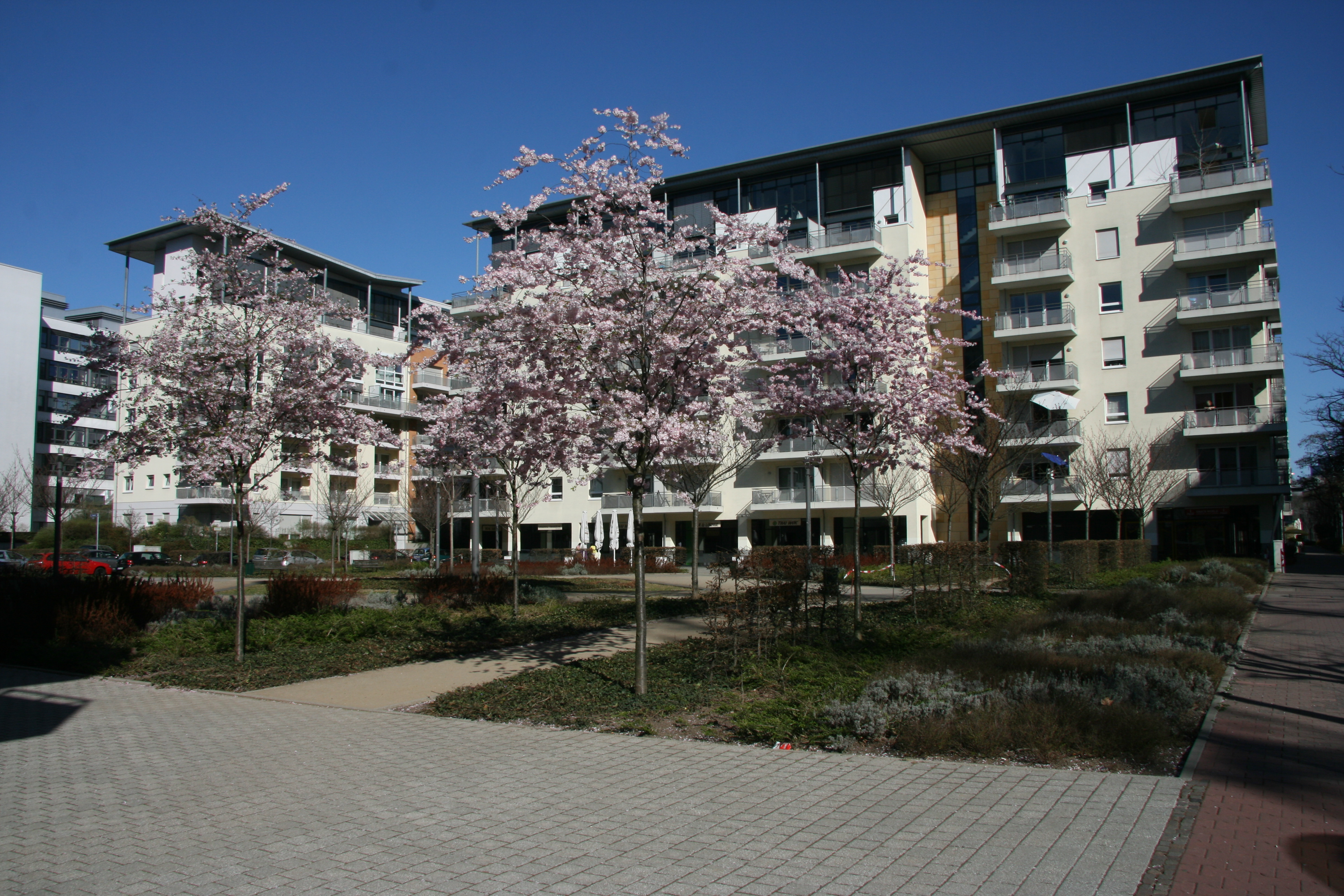
Pocket Park zwischen Voltastraße und Ohmstraße (Teil des Athlon Place)

Die City West hat eine Wohnbevölkerung von etwa 5000 Menschen und bietet etwa 18.000 Arbeitsplätze (Stand: 2007). Es ist ein Standort mit einer planerisch herbeigeführten Mischung aus überwiegend neuen Wohn- und Bürogebäuden sowie Hotels. Die meisten Bürogebäude werden von Versicherungen und Finanzdienstleistern genutzt, die Wohn- und Geschäftshäuser sind von eher höherer Qualität. Es wurden systematisch Grünzonen zwischen den Gebäuden geschaffen, die im Marketing der Immobilienfirmen nach der neuesten Mode unter der Bezeichnung „Pocket Parks“ laufen. Entlang der südlich begrenzenden Theodor-Heuss-Allee stehen Hochhäuser mit etwa 70 Metern Höhe und bilden auf dieser Seite eine charakteristische Skyline und die optische Grenze der City West.
Die Mischnutzung hat eine relativ hohe Zahl an Gastronomiebetrieben mit internationaler Küche (italienisch, thailändisch, vietnamesisch, japanisch) sowie mehrere Cafés und eine Cocktailbar angezogen, die sowohl einen Mittagstisch für die Angestellten als auch Abendgastronomie für die Anwohner anbieten. Seit 2010 hat ein City-Supermarkt mit einem hohen Anteil an Bio-Produkten geöffnet, weitere Einkaufsmöglichkeiten bieten mehrere Bäckereien, ein Blumenladen sowie ein Kiosk. Unter den Dienstleistern der City-West finden sich Fitnessstudio, Friseur, Nagelstudio, Massagesalon und Autovermietung.

## Verkehrsanbindung
Die südlich zwischen Messeviertel und City West verlaufende Theodor-Heuss-Allee verbindet den Stadtteil mit dem Hauptbahnhof und der Innenstadt sowie in westlicher Richtung mit der Bundesautobahn 648.
Quer durch die City West verläuft die Straßenbahnlinie 17, die in zwölf Fahrminuten über die Hamburger Allee zum Hauptbahnhof fährt.
| Linie | Verlauf | Takt                                                     |
| ----- | --- | -------------------------------------------------------- |
| 17    | Rebstockbad – City West – Festhalle/Messe – Hauptbahnhof – Stresemannallee Bahnhof – Fritz-Kissel-Siedlung – Louisa Bahnhof – Neu-Isenburg Stadtgrenze | 10 min (werktags) 7/8 min (HVZ) 15 min (sonn-/feiertags) |

Am nördlichen Rand liegt der Bahnhof Frankfurt (Main) West. Von dort sind Hauptbahnhof und Innenstadt mit der S-Bahn in fünf bzw. zehn Minuten zu erreichen, die Städte der Wetterau nördlich Frankfurts in zehn (Bad Vilbel) bzw. 25 (Friedberg) Minuten. Außerdem verkehren hier Regionalzüge nach Mittelhessen (zum Beispiel Gießen, Wetzlar).

## Straßen

### Wichtigste Straßen dieses Stadtteiles
Im Wesentlichen sind es heute fünf nahezu parallel verlaufende Straßenzüge, die die Verkehrsströme dieses Quartier aufnehmen
- Theodor-Heuss-Allee (südlichste, Quartiergrenze, städtische Ausfallstraße)
- Franklinstraße (meist Bürobebauung)
- Voltastraße (Hauptader des Quartiers mit Straßenbahn)
- Ohmstraße (meist Wohnbebauung)
- Solmsstraße (nördlichste)

## Grünanlagen

### Celsiusplatz

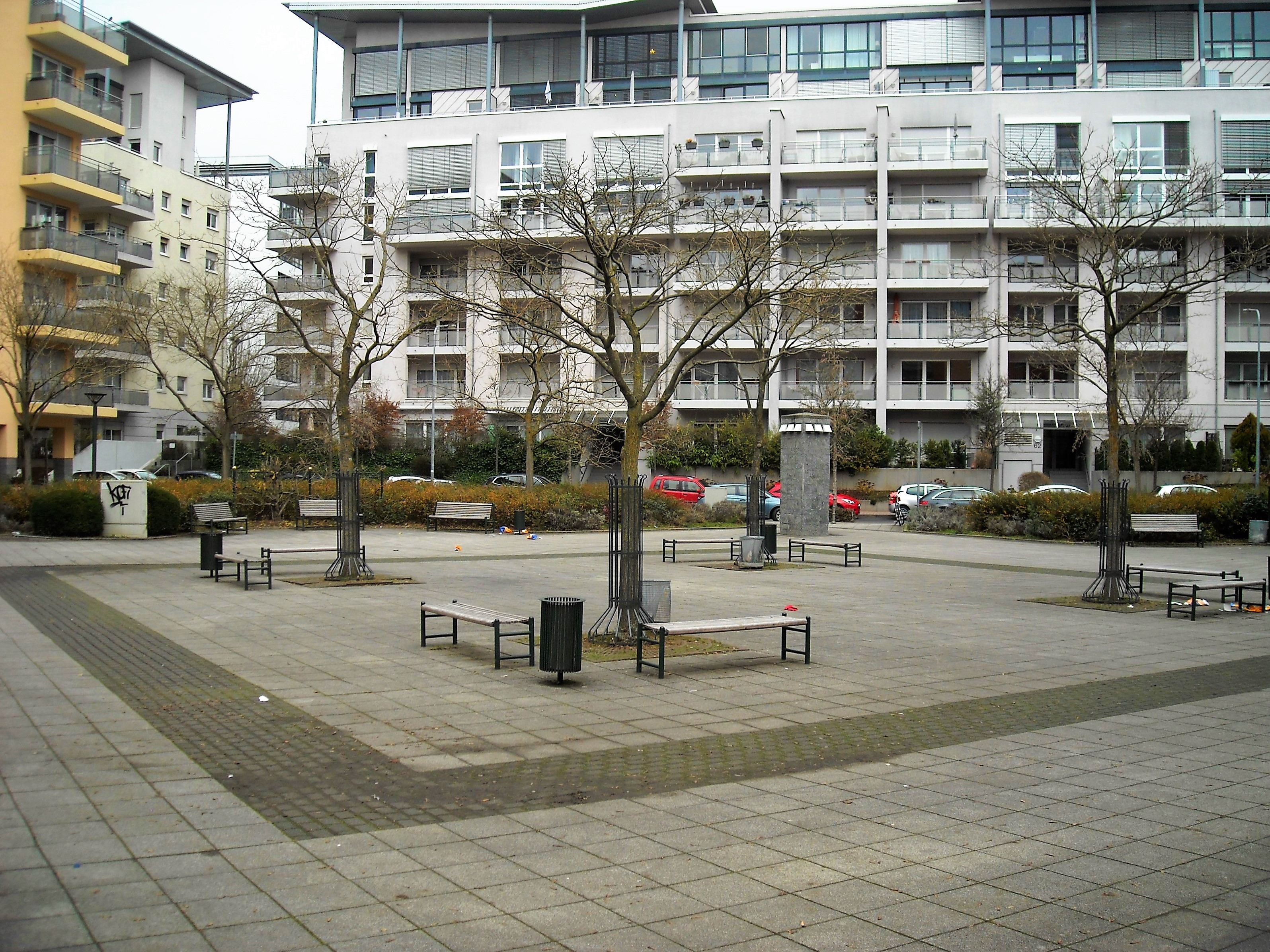
Celsiusplatz (2021)

Der Celsiusplatz ist eine Grünanlage im ehemaligen Industriegebiet von Bockenheim, der jetzigen City-West in der Voltastraße. Er erhielt seinen Namen in Anlehnung an die Namen der benachbarten Straßen wie Ohm- oder Voltastraße vom schwedischen Astronomen, Mathematiker und Physiker Anders Celsius. Zur Belebung dieses an der Voltastraße gelegenen Platzes wird seit September 2005 an jedem Mittwoch ein Wochenmarkt mit hauptsächlich Imbisswagen abgehalten. Auch die anfänglich von der benachbarten Athlon Place Stiftung (APS) veranstalteten kulturellen Veranstaltungen sollten zu einer Belebung beitragen. Hier, auf dieser historischen Parzelle, produzierte vormals die Maschinenfabrik Moenus AG über 100 Jahre u. a. Schuhmaschinen, bevor dann zunächst ein Getränkegroßhandel und dann später die  Music-Hall (1983–1994) in der ehemaligen Produktionshalle eine Großdisko betrieb.

### Ehemaliger Alter Friedhof von Bockenheim in der Solmsstraße
(Hauptartikel → Alter Friedhof Bockenheim)
Dieser Friedhof zwischen Solms- und Ohmstraße wurde 1825 angelegt, 1871 erweitert und bis 1898 benutzt. Er war der Ersatzort für den Friedhof an der St. Jakobskirche am Kirchplatz. Über den Standort gab es lange Streitgespräche, da dieser neben dem Schindanger (dort wurden tote Tiere begraben) und im neu entstandenen Industriegebiet von Bockenheim angelegt wurde. Erst als Familienmitglieder der reichen Familie Rohmer dort beerdigt wurden, nahm auch die Bevölkerung den Friedhof an. Ein verwittertes Kriegerdenkmal erinnert an drei im Krieg 1870/1871 in Woerth im Elsass gefallene Bockenheimer Soldaten. Einige Grabsteine sind noch erhalten. Die jetzige verbliebene Grundstücksgröße ist nur noch eine Teilgröße. Bei Anlage und Ausbau der Solmsstraße wurde schon die Fläche erheblich verkleinert, ebenso durch Bau beziehungsweise Ausbau der Bauten der hier nach dem Krieg neu angesiedelten griechisch-orthodoxen Gemeinde. Im Jahr 2012 erfolgte eine gärtnerische Sanierung des vorhandenen Bestands sowie die Umlegung der erhaltenen Grabsteine auf einem "Gräberfeld".

## Geschichte
Die heutige City West war bis in die 1980er Jahre ein bedeutendes Gewerbe- und Industriegebiet der ehemaligen Stadt Bockenheim, die 1895 nach Frankfurt am Main eingemeindet wurde. Schon 1869 wurde hier ein Gaswerk betrieben, wenig später siedelten sich eine Vielzahl von hochspezialisierten Klein- und Mittelbetrieben an. Bei den Luftangriffen auf Frankfurt im Zweiten Weltkrieg wurde das Areal stark zerstört, danach teilweise wiederaufgebaut. Seit Mitte des 20. Jahrhunderts wurden immer mehr Gewerbebetriebe und Fabriken aufgegeben, da das Viertel nicht genug Raum zur Erweiterung für große Fabriken bot.

### Historische Bauwerke

#### Ehemaliges Elektrizitätswerk mit Schornstein

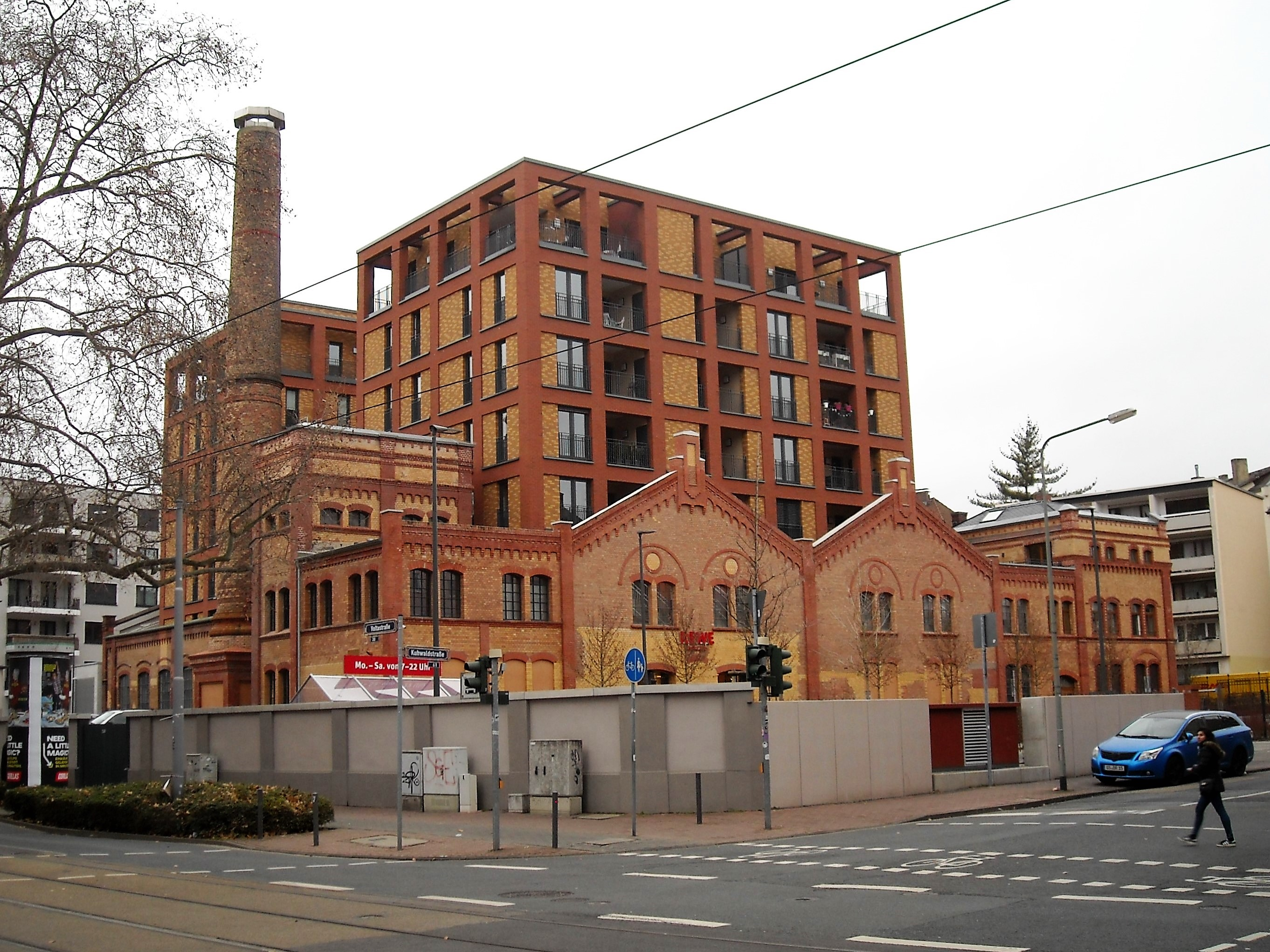
Ehemaliges Elektrizitätswerk von 1892 in der Kuhwaldstraße (2022)

Der gelbe Klinkerbau mit roten Lisenen und abgesetzten Blendbögen wurde 1892 als Elektrizitätswerk Bockenheim an der Kuhwaldstraße errichtet, um den rasant anwachsenden Energiebedarf der rasch wachsenden Industrie von Bockenheim, speziell an der Solmsstraße zu decken. Die Kraftwerksanlagen befanden sich hinter einer symmetrischen Giebelfassade an der Kuhwaldstraße, während das ehemalige Verwaltungsgebäude und die Kondensationsanlage mit ihrer turmartiger Ausführung an der Ohmstraße lagen. Der Kamin wurde auf einen kunstvoll gemauerten Sockel errichtet. Das Kraftwerk wurde nach seiner Stilllegung 1948 als Lager genutzt und stand später längere Zeit funktionslos leer. Eigner ist seit 1989 ein Immobilienunternehmer. 2017 bis 2020 wurde das denkmalgeschützt Objekt zum Voltapark mit 34 Wohnungen und einem 1350 Quadratmeter großen Supermarkt umgebaut. Nur die markanten Türme, der Schornstein und die äußere Fassade blieben erhalten.

#### Ehemaliger Standort der Pokorny & Wittekind/Demag

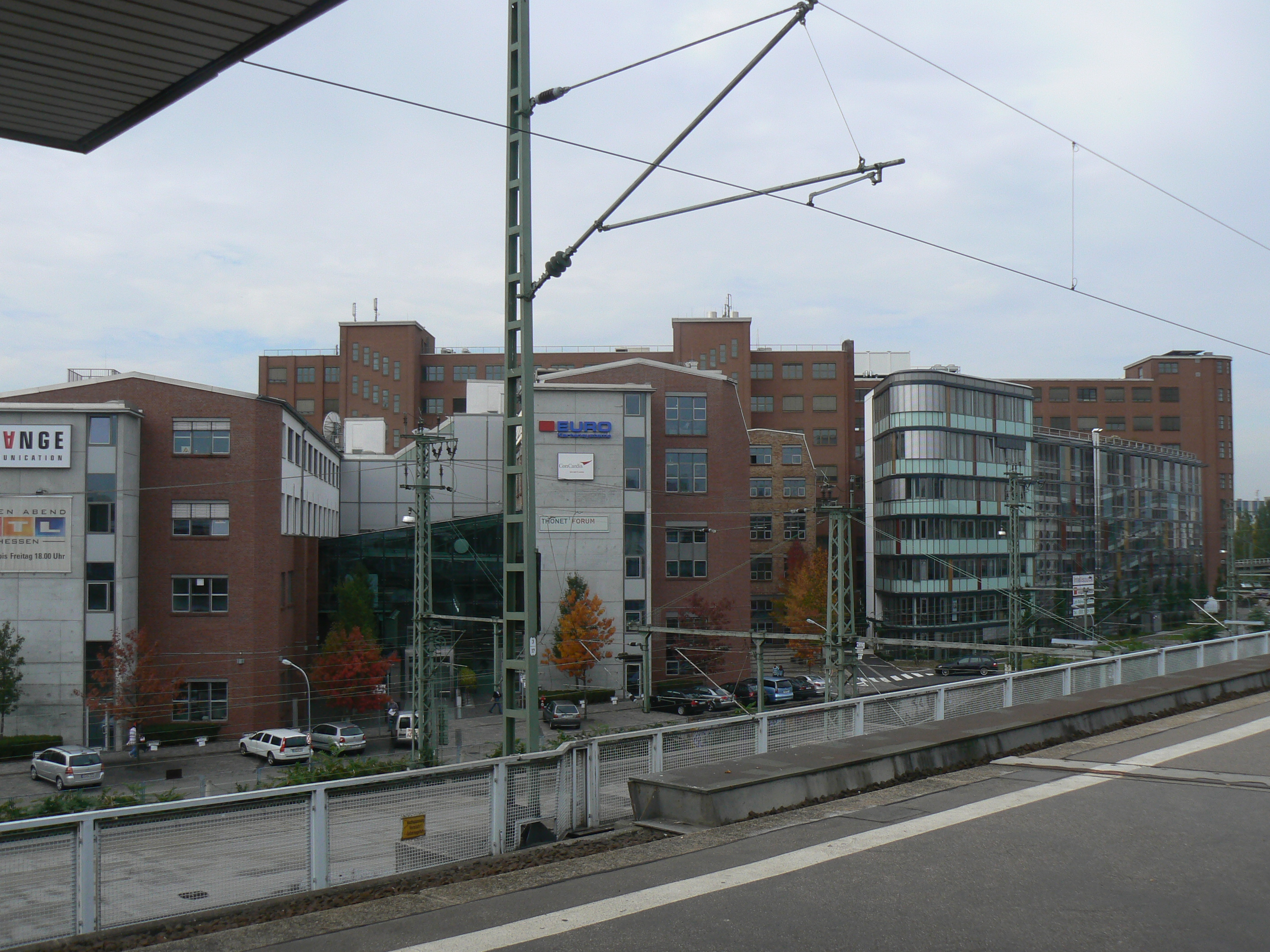
Aktueller Bürostandort, ehemals Pokorny & Wittekind/Demag, City West

Die Maschinenfabrik wurde 1872 als offene Handelsgesellschaft (OHG) unter der Firma Gendebien & Naumann gegründet. Nach der Übernahme durch die Herren Pokorny & Wittekind firmierte das Unternehmen seit 1. Januar 1900 als Pokorny & Wittekind AG. Schwerpunkt war die Herstellung von Kompressoren und Pressluftwerkzeugen. 1913 ändert sich die Firma in Frankfurter Maschinenbau AG vorm. Pokorny & Wittekind. Das Unternehmen stieg zum Weltmarktführer auf. 1955 erwarb die bereits beteiligte Demag die Aktienmehrheit. 1973 übernahm der Mannesmann-Konzern die Demag. Er verlagerte 1982 die Produktion mit 630 Arbeitsplätzen von Frankfurt nach Simmern/Hunsrück.
Das ehemalige Betriebsgelände gegenüber dem Westbahnhof, das in Bockenheim teilweise noch immer als Pokorny & Wittekind oder Demag-Gelände bekannt ist, wurde revitalisiert und gehört heute einer Immobiliengesellschaft, die Gewerberäume an unterschiedliche Dienstleister vermietet. Die Kreuznacher Straße wurde auf dem Gelände weitergeführt, der markante Turmbau für die ehemalige Verwaltung abgerissen und durch ein neues Hochhaus mit nebenstehenden Parkhaus ersetzt. Beide Gebäude erhielten eine einheitliche Glas/Metallfassade. Die ehemaligen Produktionsräume wurden vollständig beseitigt bzw. zu Büros umgebaut.

## Entwicklung seit den 1990er Jahren

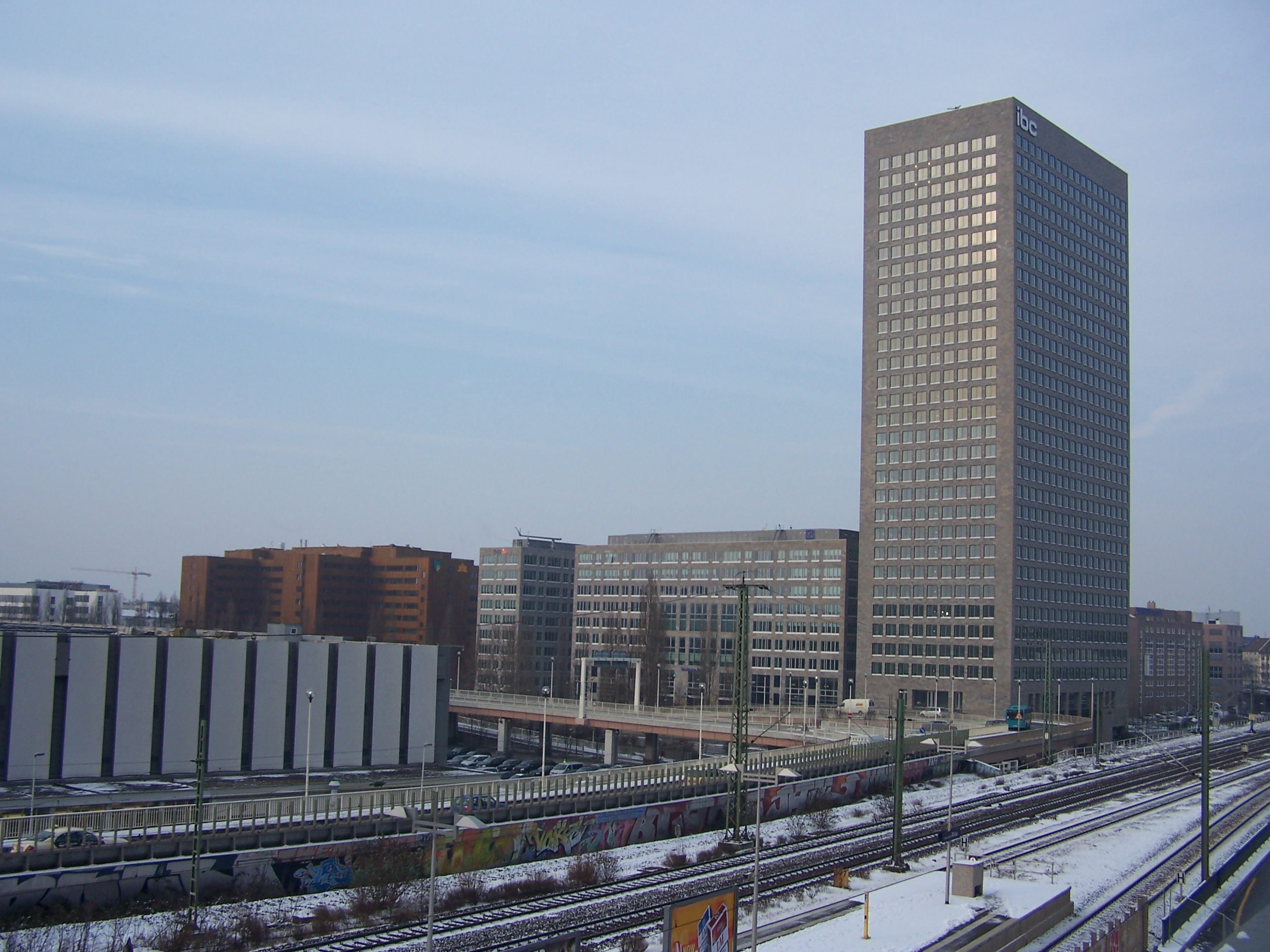
City West entlang der Theodor-Heuss-Allee, Blick auf IBC Tower

City West war die Bezeichnung eines städtebaulichen Projekts, durch das das Wohn- und Industriegebiet Bockenheim-Süd (südlich des Westbahnhofs) umgenutzt werden sollte. Leitgedanke war das aktuelle Credo des modernen westeuropäischen Städtebaus: die Verknüpfung von Arbeiten, Wohnen, grünen Inseln und Erholung verbunden mit einem hohen Maß an Mobilität.
Grundlage war zunächst eine Ideenskizze des Architekten Oswald Mathias Ungers von 1986, die 1993 von der Entwurfsplanung des Architekturbüros Albert Speer abgelöst wurde. 1998 erließ die Stadt den Bebauungsplan 550 Solmsstraße/Voltastraße. Auf dieser Grundlage erfolgte ein konsequenter Abbau alter Industriegebäude und des populären Musikclubs Music Hall. Insgesamt entstanden im Rahmen des Bebauungsplans Wohnungen für 5100 Menschen und etwa 18000 Arbeitsplätze, darunter Hochhäuser für Verwaltung und Dienstleistungen am Südrand des Viertels. Ein neues Wohnquartier wurde gebaut und 2003 mit der neuen Straßenbahnlinie 17 angebunden. Dabei wurden gegen den Widerstand von Mietern und ungeachtet des Vorwurfs der Gentrifizierung auch alte Arbeitersiedlungen durch Neubauten ersetzt. Den Kampf um deren Erhalt schilderte der Journalist und Filmemacher Martin Keßler 2003 in einer Filmdokumentation. Unter den 160 von der städtischen ABG Frankfurt Holding errichteten neuen Wohnungen sind 51 entsprechend der gesetzlichen Maßgaben für Mieter mit geringem Einkommen reserviert. 125 Wohnungen für sozial schwächere Mieter stellte die ABG dafür in anderen Stadtteilen zum Ausgleich bereit.  Zahlreiche neue gewerbliche Mieter wie American Express, Deloitte, Deutsche Bank, Finanz Informatik, ING-DiBa, Gerling Versicherung, Zürich-Versicherung, Novotel, Hotel Mercure oder das Hotel Radisson SAS zogen in die neu errichteten Bürogebäude wie z. B. das THEO 106 in der Theodor-Heuss-Allee ein. Einige dieser Mieter wie Gerling und Zürich haben den Standort wieder verlassen und auch die ING-DiBa hat bereits 2013 das THEO 106 wieder geräumt. Seither sind vornehmlich städtische Behörden wie das Stadtschulamt und das Amt für Bau und Immobilien nachgerückt. Der neue Hauptsitz des städtischen Energieversorgers Mainova befindet sich in der Solmsstraße.

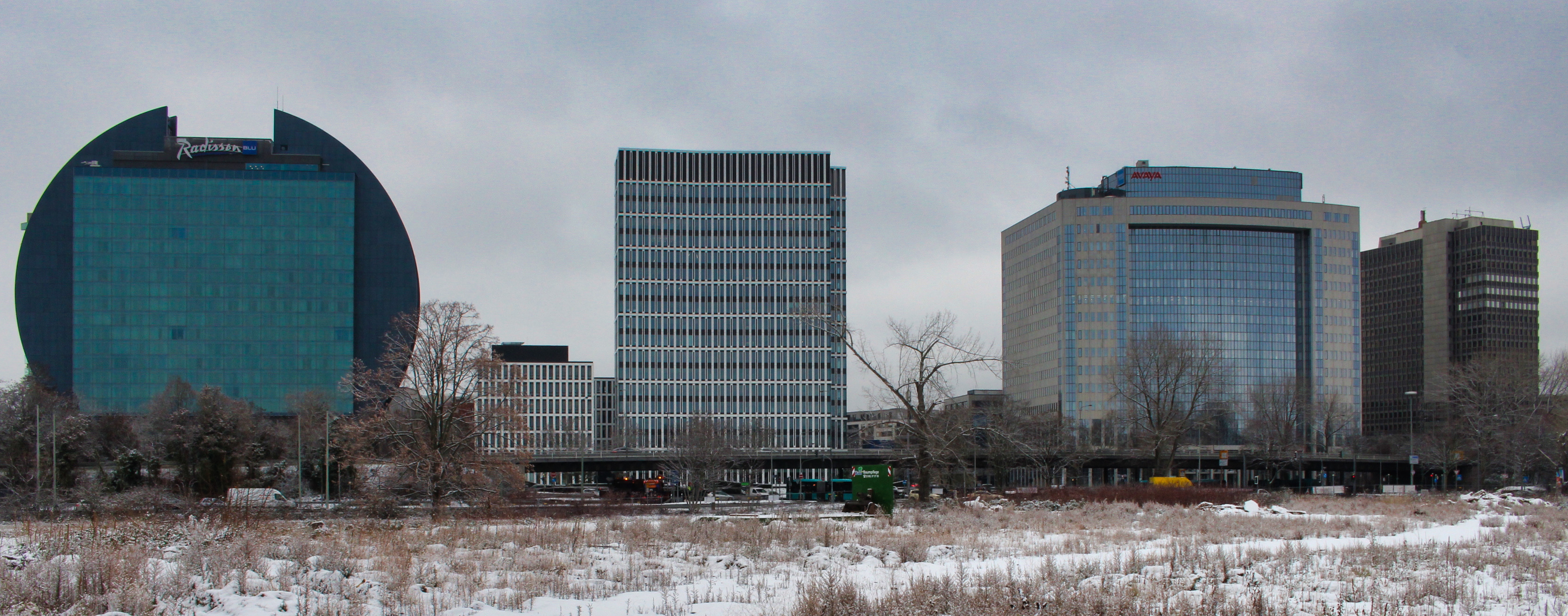
Hochhausensemble an Ludwig-Landmann-Straße und oberer Theodor-Heuss-Allee

1996 wurde die 1968 aus der Kuhwaldschule und der Voltaschule gegründete Gesamtschule Bockenheim-Süd in der Pfingstbrunnenstraße unter Erhalt des Kürzels GBS in Georg-Büchner-Schule umbenannt. Mit über 1000 Schülern gehört sie zu den großen integrierten Gesamtschulen Frankfurts.
Seit 1. Januar 2019 bildet die City West einen eigenen Stadtbezirk 342 innerhalb des Stadtteils Bockenheim.

## Schulen
- GBS – Georg Büchner Schule, integrierte Gesamtschule mit musischer Grundstufe (ehemals GBS – Gesamtschule Bockenheim-Süd)
- Private Grundschule und Gymnasium im ehemaligen Nixdorf-Siemenszentrum in der Voltastraße 1

## Kirchen
- Kirche der griechisch orthodoxen Gemeinde in der Solmsstraße 1, Archimandrit Athenagoras Ziliaskopoulos und Priester Martin Petzolt. Die Gemeinde untersteht der Griechisch-Orthodoxen Metropolie in Bonn des Ökumenischen Patriarchats in Konstantinopel und ist dem Heiligen Propheten Elias geweiht.

## Kunst im Stadtteil City West

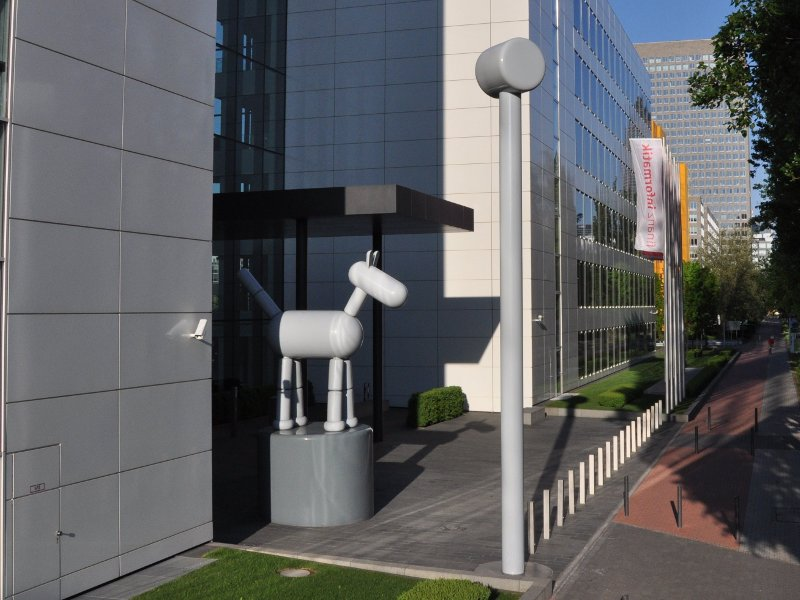
Morse by Horse. 6 m hohes Reiterstandbild ohne Pferd mit zwei 9,60 m hohen korrespondierenden Signalmasten, 2005, Dellbrügge & de Moll, Berlin
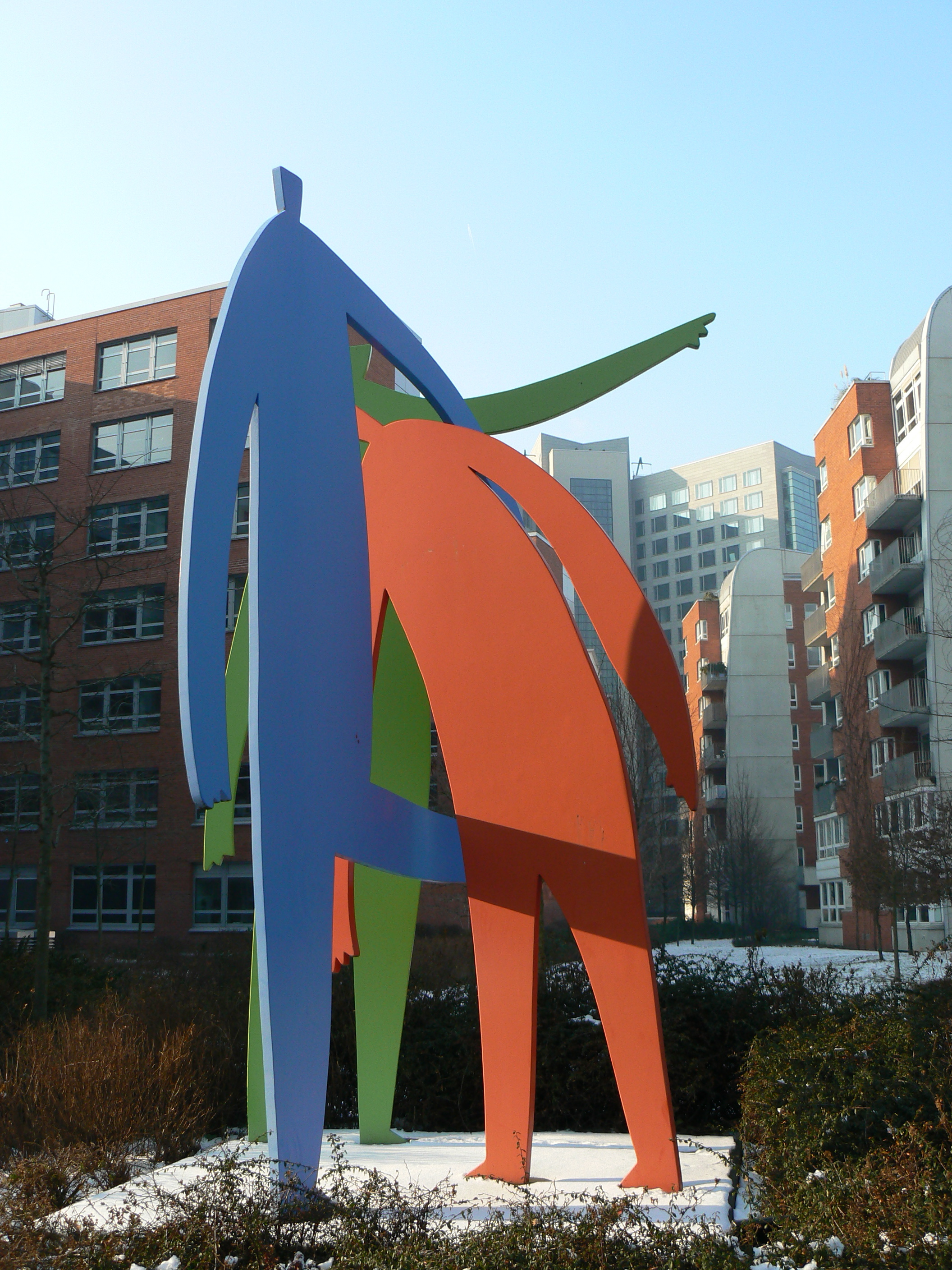
Mehrfarbige Figurengruppe vom Düsseldorfer Künstler Klaus Richter vor Hochhausgruppe der ABC West
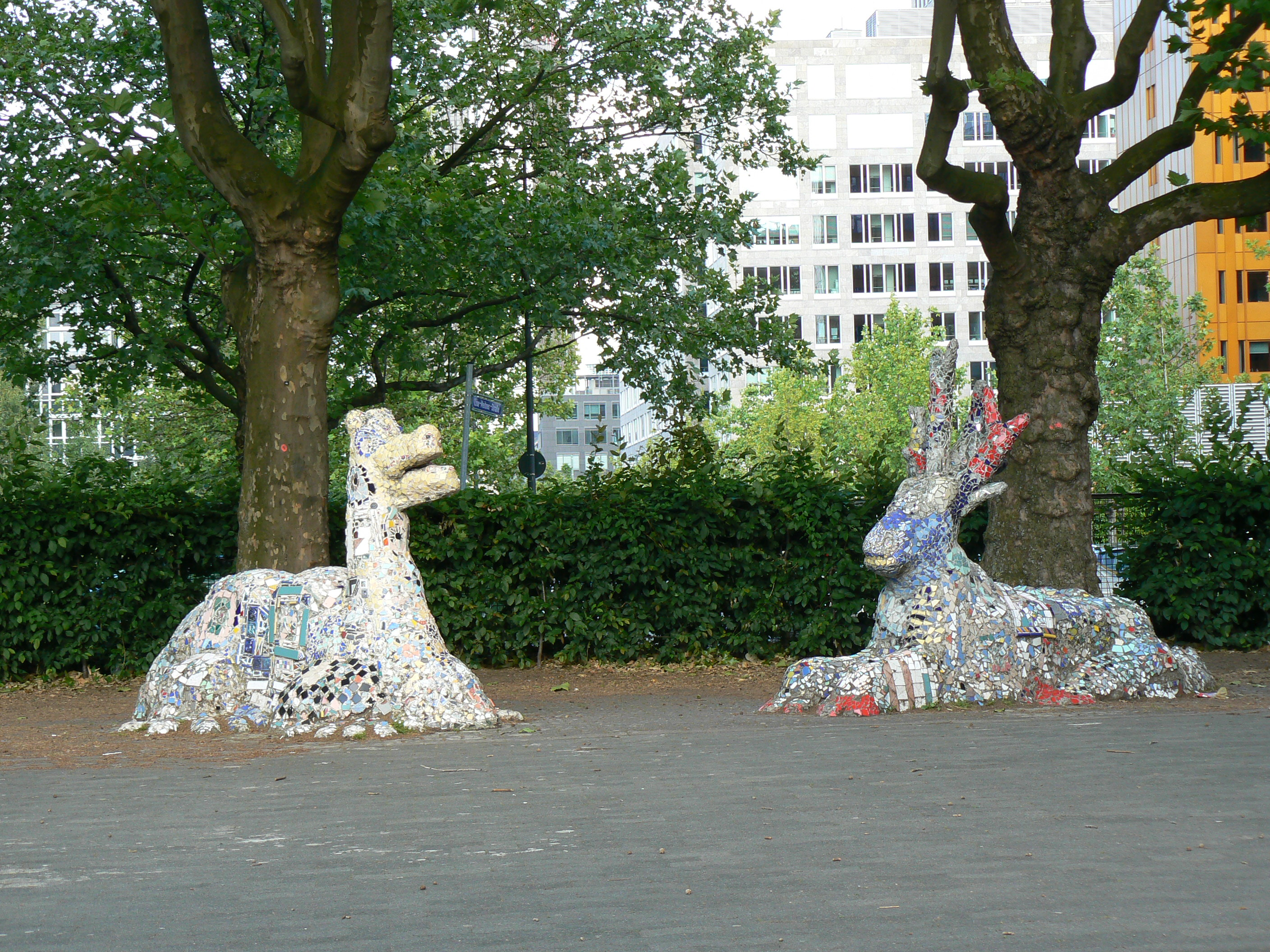
Fantasiefiguren auf dem Schulhof der GBS Ffm-Bockenheim
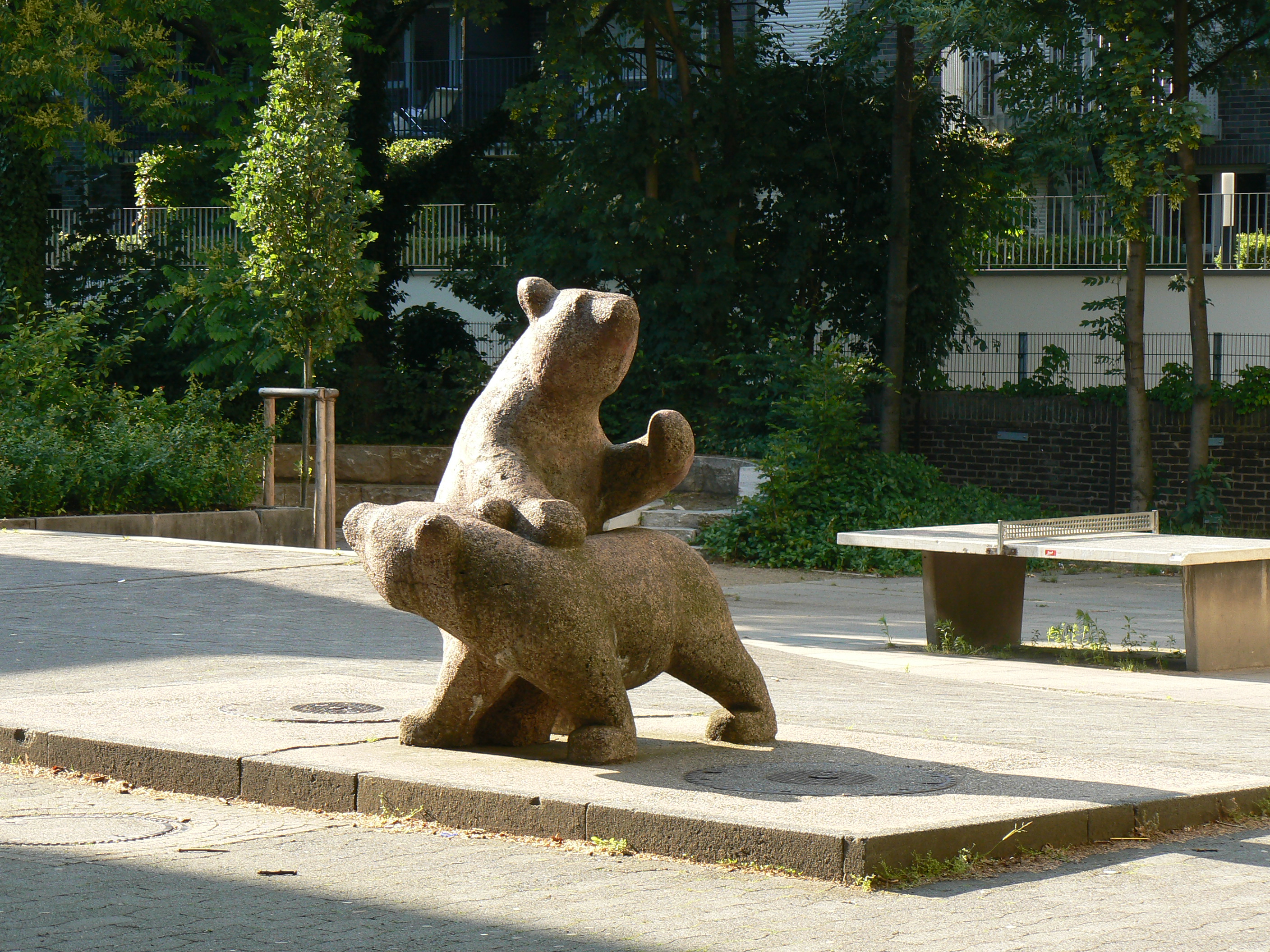
Spielende Bärengruppe aus Beton, 1954, Standort Schulhof der GBS Ffm-Bockenheim
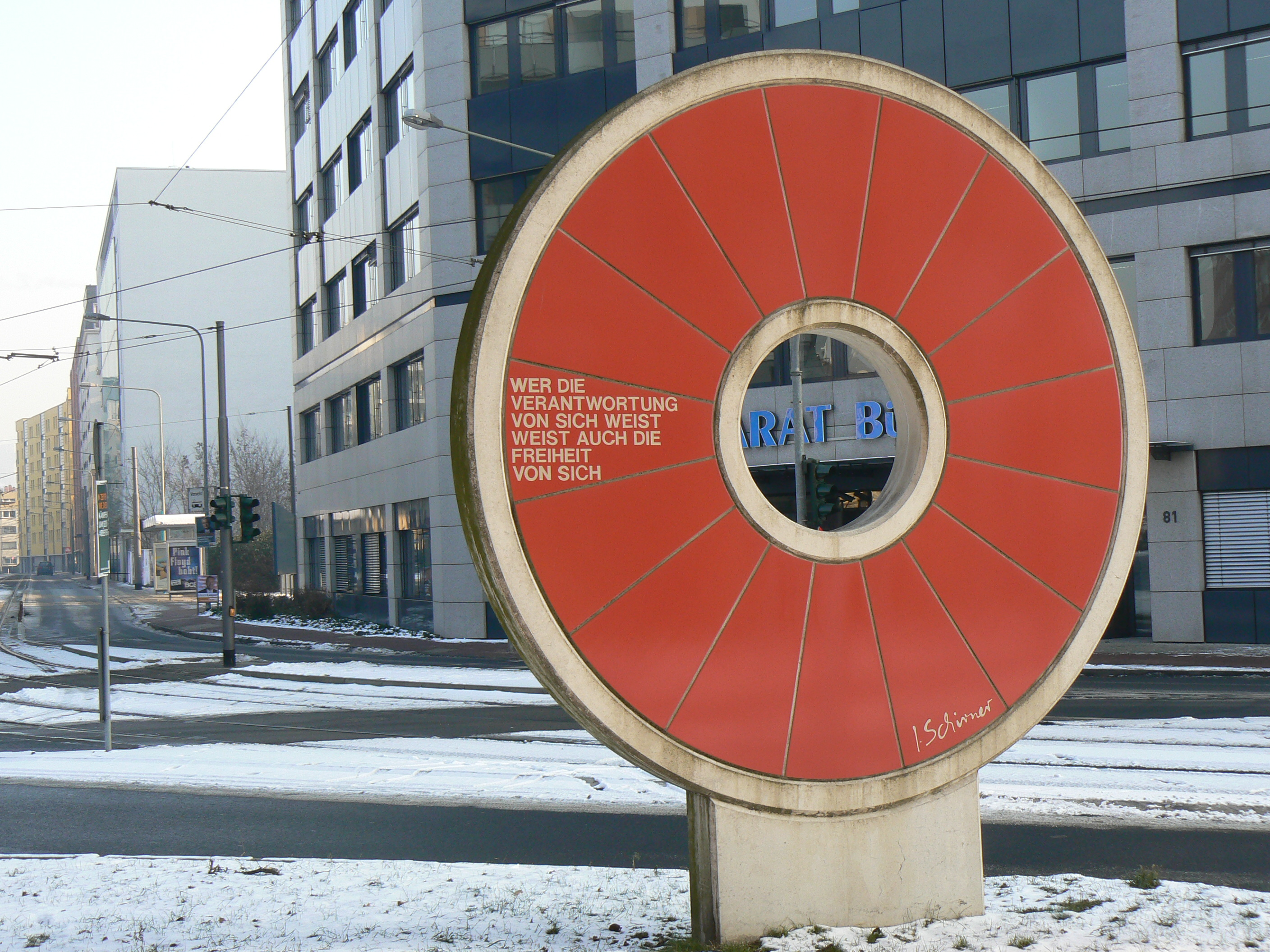
Farbige Betonscheibe, Voltastraße 84, Ffm-Bockenheim
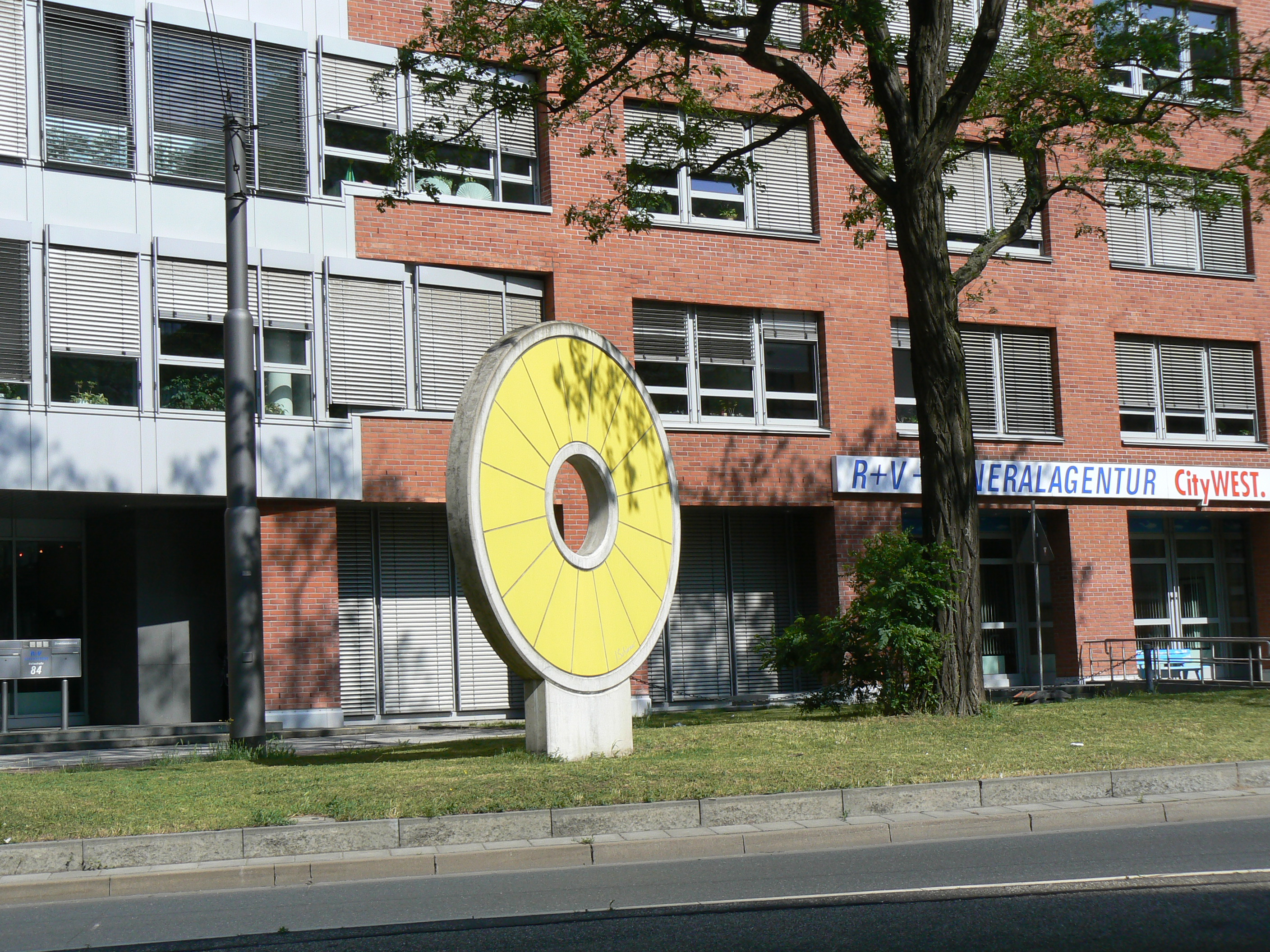
Farbige Betonscheibe, Voltastraße 84, Ffm-Bockenheim
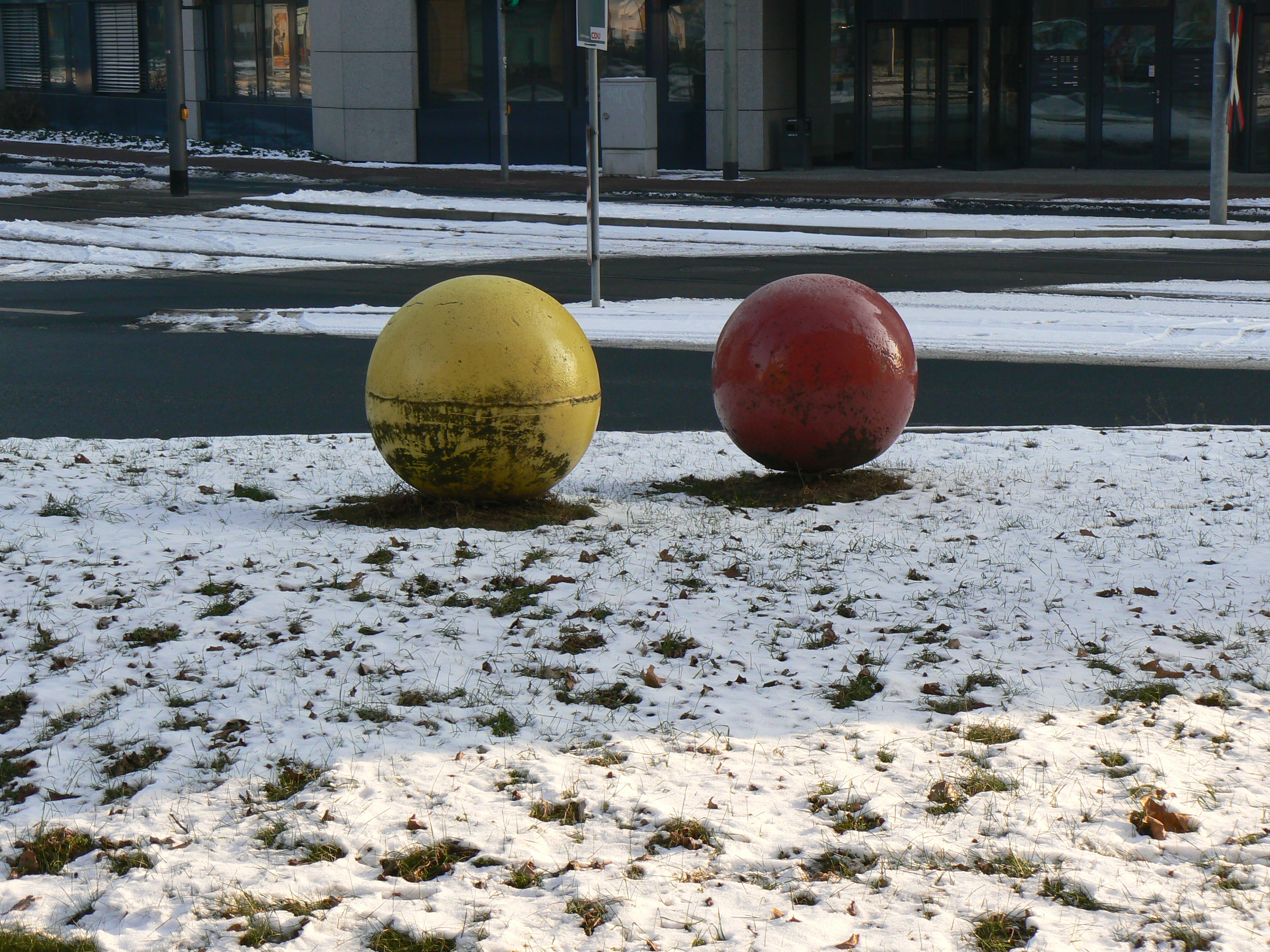
Farbige Kugeln, Voltastraße 84, Ffm-Bockenheim

## Belege
1. ↑  2003: Frankfurter Häuserkampf mit der ABG – eine Filmdokumentation. In: Blog „gemeines Frankfurt“. 18. Oktober 2012, abgerufen am 8. März 2021.
2. ↑  Schnell gewachsen, aber leblos. In: faz.net. 10. April 2005, abgerufen am 8. März 2021.
3. ↑  Magistratsvorlage M 11, beschlossen von der Stadtverordnetenversammlung am 22. März 2018.

Koordinaten: 50° 7′ 1″ N, 8° 38′ 10″ O